# Rolf Zuckowski
Rolf Zuckowski (Amburgo, 12 maggio 1947) è un cantautore e produttore discografico tedesco, noto soprattutto come autore ed interprete di canzoni per bambini.
Tra i suoi brani più noti, figurano Du da im Radio, In der Weihnachtsbäckerei, Kommt wir woll'n Laterne laufen,  Stups, der kleine Osterhase, Wie schön, dass du geboren bist, ecc.

## Biografia

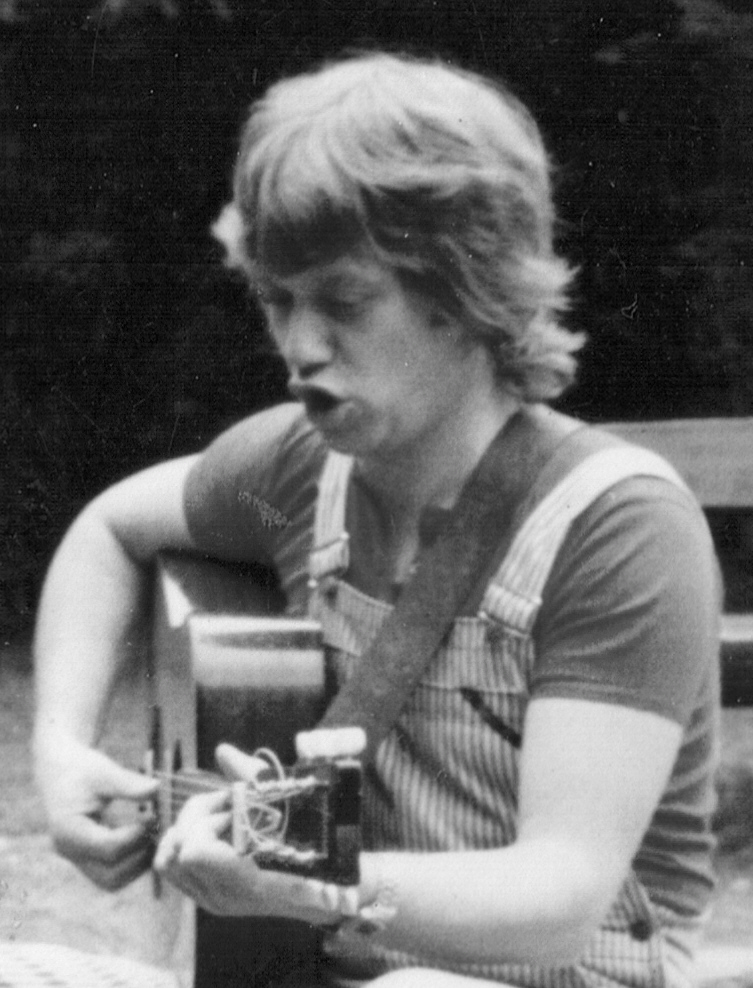
Rolf Zuckowski nel 1981

Rolf Zuckowski è nato ad Amburgo il 12 maggio 1947  da Werner e Gisela Zuckowski.
Alla metà degli anni sessanta, durante il liceo, ha formato assieme ad alcuni compagni il gruppo musicale The Beathovens, di cui è stato cantante e chitarrista.  Con The Beathoves ha pubblicato nel 1967 un unico album, intitolato Happy to Be Happy.
Nel 1972 ha firmato un contratto discografico con l'etichetta Hans Sikorski. Ha collaborato quindi come autore di testi e produttore del gruppo Peter, Sue & Marc fino al 1982. Altre collaborazioni da lui promosse, quelle con Nana Mouskouri, Demis Roussos, ecc.
Dopo aver scritto testi e musiche di vari brani degli Amburgo Finkwarder Speeldeel , ha realizzato il Singspiel Rolfs Vogelhochzeit ispirato ad alcune vecchie foto dell'epoca del liceo  .
Nel 1982 ha scritto e inciso la canzone natalizia In der Weihnachtsbäckerei, destinata a ottenere una grande popolarità.
Nel 2005 è stato decorato con la croce al merito della Repubblica Federale Tedesca.

## Discografia

### Album
- 1977: Rolfs Vogelhochzeit
- 1979: Rolfs Schulweg-Hitparade
- 1981: Rolfs Radio Lollipop
- 1982: Lieder die wie Brücken sind
- 1982: Wir warten auf Weihnachten
- 1984: Große Show für kleine Leute
- 1985: Zeit für Kinder - Zeit für uns
- 1986: Frag' mir doch kein Loch in 'n Bauch
- 1987: Winterkinder ... auf der Suche nach Weihnachten
- 1989: Starke Kinder
- 1990: Was Spaß macht...
- 1990: Ich schaff' das schon!
- 1990: Wir wollen Sonne
- 1991: Nahaufnahme
- 1992: Die Jahresuhr
- 1992: Rolfs neue Schulweg-Hitparade
- 1992: Du da im Radio
- 1992: Meine Mami, mein Papi und ich
- 1993: Rolfs Liederkalender - Sing mit uns
- 1993: DezemberTräume
- 1994: Im Kindergarten
- 1994: Du brauchst ein Lied
- 1994: Jetzt geht's los!
- 1995: Freunde wie wir
- 1996: Stille Nächte - Helles Licht
- 1996: Rolfs Liederbüchermaus
- 1996: 12 Bunte Liedergeschichten
- 1997: Der Spielmann mit all seinen Freunden
- 1997: Sing mit uns! Rolfs Vogelhochzeit
- 1997: Weihnachtszeit im Kindergarten
- 2000: Das ist Musik für dich
- 1998: Gute Laune - Gute Fahrt
- 1998: Tiere brauchen Freunde
- 1999: Der kleine Tag
- 2000: Kinder werden groß
- 2000: Elbkinder
- 2001: Rolfs Hasengeschichte - Ich bin stark
- 2001: Oma liebt Opapa
- 2001: In der Weihnachtsbäckerei
- 2002: Kinder brauchen Träume
- 2002: 2002: 20:00 – Live
- 2003: So eine Gaudi
- 2003: ...und ganz doll live!
- 2004: Nobbi und die Sonnenkinder
- 2004: Heia - Rolfs kleine Nachtmusik
- 2004: Rolfs bunte Liederreise
- 2005: Hat alles seine Zeit
- 2005: Wie schön, dass du geboren bist
- 2005: Orchesterspaß für Ohrenspitzer
- 2005: Feste feiern rund um die Jahresuhr
- 2006: Sommerkinder
- 2006: Rolfs bunter Adventskalender
- 2007: Rolfs Familien-Sommerfest
- 2007: Leben ist mehr
- 2008: Meine Heimat - Unser blauer Planet
- 2008: Dein Herz für Kinder (con Peter Maffay e Nena (cantante)
- 2009: Rot + Grün - Schau mal, hör mal, mach mal mit! (con Beate Lambert e Ferri Feils)
- 2009: Rolfs fröhlicher Frühlings-Sonntag
- 2009: Rolfs großer Weihnachtsschatz
- 2009: Mein allerschönster Weihnachtstraum
- 2010: Rolfs Kinderfrühling
- 2010: Ich schaff das schon!
- 2010: Sehnsucht nach Weihnachten
- 2011: Rolfs fröhlicher Familientag
- 2011: Dann traut euch - 7 klingende Hochzeitsgrüße
- 2011: Dein kleines Leben (con Anuschka Zuckowski)
- 2012: leiseStärke
- 2014: Mein Lebensliederbuch
- 2014: Es schneit, es schneit - Schönste Winterlieder
- 2015: Einmal Leben
- 2016: Bei uns in der KITA - 22 Lieder im Frühling und Sommer
- 2016: Bei uns in der KITA - 22 Lieder im Herbst und Winter
- 2016: Gute Laune – gute Fahrt
- 2017: Deine Sonne bliebt – Mit Liedern und sanfter Klassik von der Trauer zum Trost
- 2017: Wär uns der Himmel immer so nah (con Martin Tingvall)
- 2018: Der Zahnlückenblues – und die Zahnfee lässt grüßen
- 2018: Kommt, wir wolln Laterne laufen

## Onorificenze
- 2005: Croce al merito della Repubblica Federale Tedesca[4]